# Carlos Sorín
Carlos Sorín (Buenos Aires, 1944) és un director de cinema i guionista argentí. Ha dirigit pel·lícules com La película del rey (1985), La era del ñandú (1986), Eterna sonrisa de New Jersey (1989) Historias mínimas (2002), Bombón - el perro (2004) i El camino de San Diego (2006). A tres d'elles ha comptat amb l'ajuda del seu fill, el compositor Nicolás Sorín, que ha intervingut en la producció musical. Pel seu treball ha rebut més de 20 premis nacionals i internacionals, entre ells el Premi Konex - Diploma al Mèrit 1991 com un dels 5 millors Directors de Cinema de la dècada 1981-1990 a l'Argentina. També ha participat diverses vegades al Festival Internacional de Cinema de Sant Sebastià.

## Filmografia
- Joel (2018)
- Días de pescia (2012), participà en el Festival Internacional de Cinema de Sant Sebastià 2012[4]
- El gato desaparece (2011)
- La ventana (2009)
- El camino de San Diego (2006)
- Bombón, el perro (2004)
- Historias mínimas (2002)
- Eversmile, New Jersey (1989)
- La película del rey (1985), Goya a la millor pel·lícula estrangera de parla hispana

Director de fotografia
- La Nueva Francia (abandonada) (1972)
- La familia unida esperando la llegada de Hallewyn (1971)
- El adentro (abandonada) (1971)
- Este loco verano (1970)
- ... (Puntos suspensivos) (inèdita) (1970)

## Televisió
- La Era del Ñandú (1986) (Fals documental)